# FK Harkiv
Az FK Harkiv (ukránul: Футбольний клуб Харків, magyar átírásban: Futbolnij Klub Harkiv) egy ukrán labdarúgócsapat Harkivban, Ukrajnában.

## Története
Az FK Harkivot az Arszenal Harkiv csapatából alapították 2005-ben, mikor a szülőegyesület első ízben jutott első osztályú labdarúgó-bajnokságba. A 2005–2006-os debütáló szezonban 13., míg egy évvel később a 12. helyen zárt, Olekszandr Hladkij 13 góljával ukrán gólkirály lett.

## Játékosok

### Híresebb játékosok
- Olekszandr Hladkij
- Olekszandr Jacenko
- Rusztam Hudzsamov

## Vezetőedzők
- Hennagyij Litovcsenko (2005–2006)
- Volodimir Kulajev (2006)
- Volodimir Bezszonov (2006–)

## Külső hivatkozások
- Az FK Harkiv hivatalos oldala (oroszul)